# Tipula (Savtshenkia) kiushiuensis
Tipula (Savtshenkia) kiushiuensis is een tweevleugelige uit de familie langpootmuggen (Tipulidae). De soort komt voor in het Palearctisch gebied.